# Annamoe
Annamoe (uma versão anglófona do Irlandês para O vau da vaca) é uma pitoresca vila no Condado de Wicklow, Irlanda aproximadamente 32 km de Dublin, localizada na rodovia R755, entre Roundwood e Laragh.